# NGC 7770
NGC 7770 este o galaxie situată în constelația Pegas. A fost descoperită în 5 noiembrie 1850 de către William Parsons, 3rd Earl of Rosse⁠(d). Se află la o distanță de 58,17 de megaparseci de Pământ.